# Akihiro Nagashima
Akihiro Nagashima (jap. 永島 昭浩 Nagashima Akihiro; ur. 9 kwietnia 1964) – japoński piłkarz, reprezentant kraju.

## Kariera klubowa
Od 1983 do 2000 roku występował w klubach: Gamba Osaka, Shimizu S-Pulse i Vissel Kobe.

## Kariera reprezentacyjna
W reprezentacji Japonii zadebiutował w 1990. W reprezentacji Japonii występował w latach 1990–1991. W sumie w reprezentacji wystąpił w 4 spotkaniach.

## Statystyki
| Reprezentacja Japonii | Reprezentacja Japonii | Reprezentacja Japonii |
| Rok                   | Mecze                 | Gole                  |
| --------------------- | --------------------- | --------------------- |
| 1990                  | 3                     | 0                     |
| 1991                  | 1                     | 0                     |
| Razem                 | 4                     | 0                     |